# Mięsień napinacz błony bębenkowej

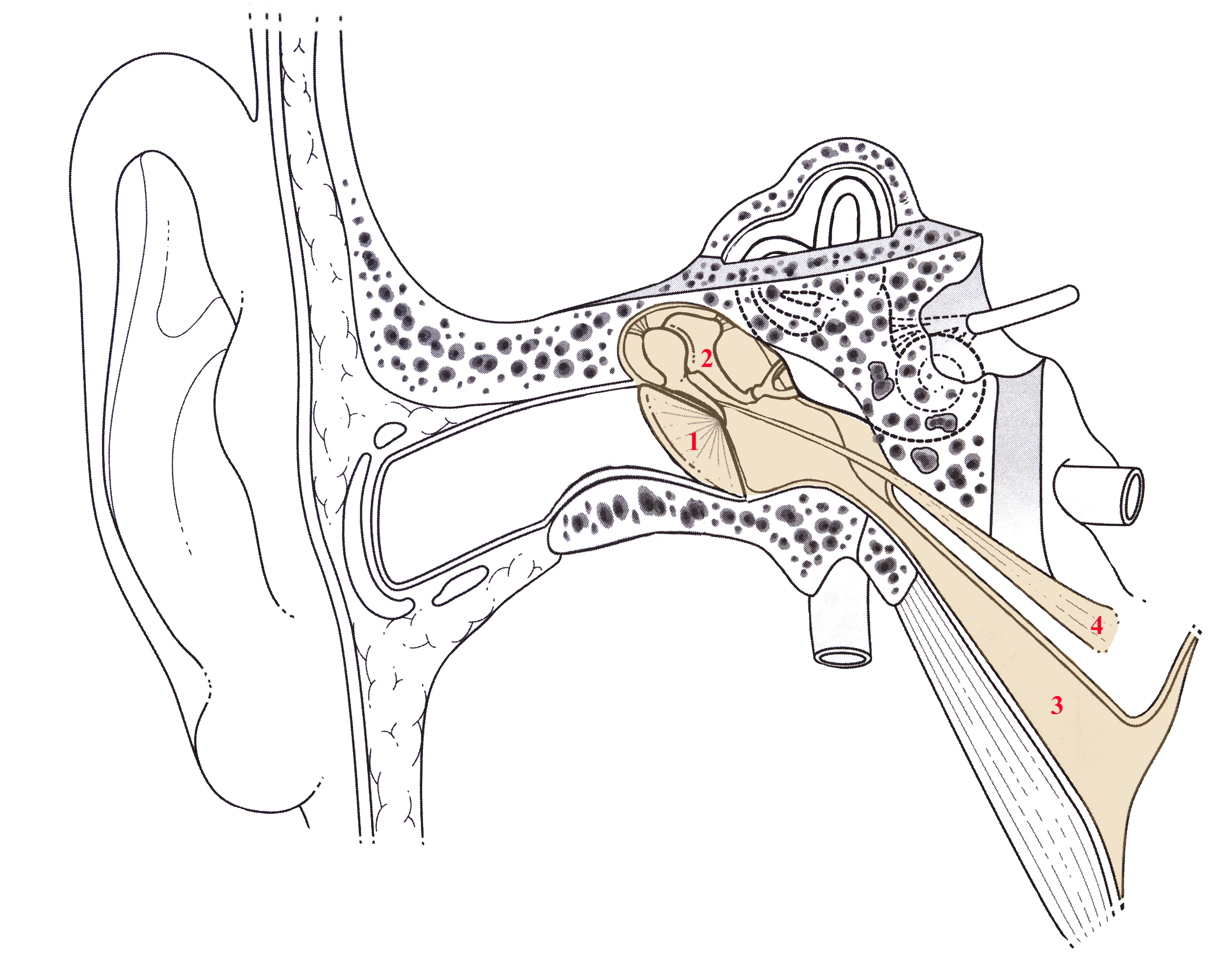
Ucho środkowe człowieka. Mięsień napinacz błony bębenkowej oznaczony numerem 4.

Mięsień napinacz błony bębenkowej (łac. musculus tensor tympani) – w anatomii człowieka mały, pierzasty, wrzecionowaty mięsień poprzecznie prążkowany w uchu środkowym. Położony jest w kanale mięśniowo-trąbkowym nad trąbką słuchową. Początkowe przyczepy ma na górnej powierzchni części chrzęstnej trąbki słuchowej, tylnym brzegu skrzydła większego kości klinowej, kolcu kości klinowej i części skalistej kości skroniowej przy ujściu zewnętrznym kanału mięśniowo-trąbkowego. Brzusiec mięśnia biegnie przez półkanał mięśnia napinacza błony bębenowej (semicanalis musculi tensoris tympani, część kanału mięśniowo-trąbkowego), w którego ścianie również bierze początek część jego włókien. Wychodząc z półkanału już jako zaokrąglone ścięgno, owija się wokół wyrostka ślimakowatego (processus cochleariformis), stanowiącego brzeg tego półkanału i zakręcając pod kątem prostym przebiega przez jamę bębęnkową, kończąc się na górnym odcinku rękojeści młoteczka.
Pod względem rozwojowym jest częścią mięśnia skrzydłowego przyśrodkowego. Unerwiony jest przez nerw mięśnia napinacza błony bębenkowej (od nerwu żuchwowego – V3).
Mięsień napinacz błony bębenkowej działa na rękojeść młoteczka, ciągnąc ją w kierunku przyśrodkowym. Ma to wpływ na ruchomość łańcucha trzech kosteczek słuchowych, a więc i na percepcję dźwięku. Podobnie jak mięsień strzemiączkowy, kurczy się przy bardzo wysokich lub głośnych dźwiękach, chroniąc kosteczki słuchowe przed nadmiernymi ruchami.